# Ytter-Klapparsjön
Ytter-Klapparsjön är en sjö i Nordmalings kommun i Ångermanland och ingår i Lögdeälven-Husåns kustområde.